# Chikkmuramatti, Bagalkot
Chikkmuramatti là một làng thuộc tehsil Bagalkot, huyện Bagalkot, bang Karnataka, Ấn Độ.